# Jorge Telerman
Jorge Alberto Telerman (Buenos Aires, 29 de noviembre de 1955) es un político, empresario teatral y gestor cultural argentino de ascendencia judía. Se desempeñó también como diplomático, periodista, consultor en comunicación y docente universitario. Fue director general y artístico del Complejo Teatral Buenos Aires (que nuclea a cinco teatros públicos de la Ciudad) dependiente del Ministerio de Cultura de la Ciudad Autónoma de Buenos Aires. 
Fue el 4.º jefe de Gobierno de la Ciudad Autónoma de Buenos Aires, desde 2006 al 2007, vicejefe de gobierno desde 2003 al 2006, presidente de la Legislatura de la Ciudad Autónoma de Buenos Aires entre 2003 y 2005, secretario de Cultura de la Ciudad Autónoma de Buenos Aires entre 2000 y 2003, Embajador en Cuba en 1998, Director de Información Pública de la Organización de Estados Americanos (OEA) entre 1995 y 1998, Agregado de Prensa de la Embajada Argentina en París en 1993, Secretario de Relaciones Institucionales y Vocero de la Cancillería Argentina entre 1991 y 1992 y Agregado de Prensa de la Embajada Argentina en Washington D. C. en 1990. Desde 2012 y hasta 2015, fue presidente del Instituto Cultural de la Provincia de Buenos Aires.

## Biografía
Jorge Telerman incursionó en el mundo del periodismo, la docencia, la política, la diplomacia y la actividad teatral.
Se destacó por su gestión en materia cultural, tanto en el ámbito público como privado. En 1993, junto a otros amigos creó La Trastienda-sala de música y teatro, en el barrio porteño de San Telmo. Allí, difundió, promovió y desarrolló diversas expresiones culturales que hacen a la dimensión de nuestra cultura. Como responsable de distintas carteras culturales, tanto en la Ciudad como en la Provincia de Buenos Aires, desarrolló políticas púbicas de incidencia positiva en la comunidad; muchas de ellas vigentes al día de hoy.
Su actividad está orientada hacia el impulso y promoción de acciones culturales, que han trascendido por su amplia convocatoria y repercusión, constituyéndose como parte del patrimonio cultural de la Ciudad y de la Provincia de Buenos Aires. Entre ellas se destacan: la creación de la Usina del Arte, el Museo de Arte Contemporáneo MAR-Mar del Plata, el inicio de la reforma integral de dos de los teatros más emblemáticos de la Ciudad de Buenos Aires: el Teatro Colón y el Teatro San Martín, creación de la Sala Villa Villa-Centro Cultural Recoleta, la inauguración del Centro de Documentación del Teatro San Martín, la Noche de los Museos, la Noche de las Librerías, impulsó la creación de otros espacios y ciclos de gran impacto en la comunidad.

### Formación académica
Telerman ha sido un aficionado desde muy joven a la lectura y al estudio de distintos saberes sociales como la filosofía, la historia, la semiología, la sociología y la psicología.
Cursó tres años de la carrera Farmacia y Bioquímica en la Universidad de Buenos Aires, que interrumpió luego de que tuviera lugar la Dictadura militar de 1976 y en 1977 viajó a Francia. En 1981 regresó a Buenos Aires y comenzó a estudiar Comunicación en el Centro de Estudios de Buenos Aires-Medios y Comunicación dirigida por el Profesor Raúl Barreiros.(fuente)
En 1984, Oscar Steimberg -uno de sus maestros y con quien profundizó sus estudios en Semiología- lo convocó como ayudante de cátedra, en la materia Semiología I, en la carrera Ciencias de la Comunicación en la Facultad de Ciencias Sociales, UBA, creada ese mismo año.(fuente)
En el Colegio Argentino de Filosofía conoció a Tomás Abraham, de quien fue también ayudante en dos de sus cátedra de filosofía de la UBA (Problemas Filosóficos-Ciclo Básico Común y Espacios de Poder Facultad de Arquitectura y Urbanismo.(fuente)
Fue así, como en el ámbito vinculado a su quehacer académico, tradujo al español diversos textos en francés que cruzaban en simultáneo los géneros de la historia y la filosofía. Uno de ellos fue "Les paysans de Languedoc" de Le Roy -Laudurie. Asimismo, tradujo varios capítulos de la obra de  Michel Foucault: "Historia de la sexualidad", para el Colegio Argentino de Filosofía, cuando aún no había sido conocida integralmente en español, en el seno académico de la Argentina. Dicha traducción fue incluida en la currícula de la materia Filosofía del CBC-UBA.(fuente)

### Trayectoria periodística
En 1982 comenzó a escribir artículos y análisis para la Revista "Medios & Comunicación". Ese mismo año, luego de la guerra Malvinas, cuando comenzaban a soplar nuevos vientos de apertura democrática y libertad de prensa, fue parte del equipo de la revista "Don", publicación de culto dirigida por Oscar Steimberg, e imbuida de ese espíritu de época, "Don" reunió a escritores e intelectuales de distintas disciplinas en columnas políticas y de actualidad, ensayos, humor, historietas, fotografía y literatura erótica. Entre sus colaboradores estaban Dalmiro Sáenz, Ana María Shua, Rodolfo Enrique Fogwill y Nicolás Rosas. Fue productor y conductor de diversos programas de radio: " Informe", en radio Belgrano con el periodista y novelista Martín Caparrós y Jorge Dorio; "El Despertador" junto a Carlos Ulanovsky- periodista especializado en medios y comunicación- y a Raúl Barreiros entre otros.
En radio el Mundo condujo un programa de difusión científica y varios ciclos especiales. 
Publicó artículos en diversos diarios y revistas de la Argentina.
Su experiencia televisiva comenzó en Canal 13, después de ganar el concurso periodistas nóveles- organizado por  Juan Alberto Badía y desde entonces trabajó en Todo Nuevo (1985), Telemóvil y Badía y Compañía (1985-1986).

### Carrera política
Su vida política se inició a muy temprana edad, en la escuela secundaria donde fue delegado estudiantil; en aquel entonces descubrió su vocación política y liderazgo. En su adolescencia, y como marca de cierta tradición familiar, fue miembro de la F.J.C,Federación Juvenil Comunista de la Argentina. Es parte de una generación afín a la influencias de las derivas del marxismo académico y las ideas emancipadoras sobre la interpretación de la historia y la economía. 
Se acercó al peronismo en 1974, durante sus últimos años de escuela secundaria, y comenzó su militancia en esa fuerza política atraído por el fenómeno cultural y por la síntesis de las ideas -igualdad y justicia social- que el movimiento encarnaba.
Retomó su militancia en el marco del desempeño de sus actividades académicas e intelectuales en los albores de un proceso de inminente recuperación democrática en la Argentina. Abrazó con entusiasmo la necesidad de una renovación, transformación y democratización al interior del Partido Justicialista.
La guerra de Malvinas precipitó la finalización de la dictadura militar y acentuó la necesidad de una renovación doctrinaria y metodológica del peronismo. Así fue como conoció y se acercó a  Antonio Cafiero- histórico dirigente peronista- con quien entabló una cálida amistad.
Se integró al Movimiento Unidad, Solidaridad y Organización (MUSO) acompañando al proceso de renovación interna y democratización del partido. Empezó así su actividad más relevante en el Peronismo. Fue jefe de campaña, jefe de prensa y vocero de Antonio Cafiero entre 1987 (año en que resulta elegido Gobernador de la Provincia de Buenos Aires) y 1989. 
En 1990 Guido Di Tella, flamante Embajador en Estados Unidos, lo convocó como agregado de Prensa en Washington D.C.De allí en más asumió diversas responsabilidades diplomáticas y en organismos internacionales. Fue Secretario de Relaciones Institucionales y Vocero de la Cancillería entre 1991 y 1992; en 1993 Agregado de prensa de la Embajada Argentina en París; de 1995 a 1998 Asesor del Secretario General de la Organización de los Estados Americanos, el expresidente de Colombia, Dr. César Gaviria y Director de Información Pública de la OEA, quien lo convocara para ser parte de su equipo. En 1998, el presidente Carlos Saúl Menem lo nombró Embajador en Cuba. 
Su labor como Embajador coincidió con la histórica visita del Papa Juan Pablo II a Cuba, recordado entre otras cosas por la histórica convocatoria a " que Cuba se abra al mundo y el mundo se abra a Cuba". 
Volvió a Buenos Aires como asesor en la campaña a Presidente del candidato del Partido Justicialista, Eduardo Duhalde y en 1999 fue primer candidato a Diputado Nacional por la Ciudad de Buenos Aires, elección en la que obtuvo 100.000 votos.
Entre 2000 y 2003 se desempeñó como Secretario de Cultura (actualmente Ministerio) de la Ciudad de Buenos Aires durante el Gobierno de Aníbal Ibarra.
En el año 2000, diseñó y creó la actual estructura del Complejo Teatral de Buenos Aires, cuyo epicentro es el Teatro San Martín. Por primera vez orientó al CTBA como un dispositivo que nucleaba a otros teatros ubicados en distintos barrios de la Ciudad de Buenos Aires (Teatro Regio, Teatro Alvear, Teatro Sarmiento y de La Ribera); dándole a cada teatro un rasgo curatorial distintivo. Desde lo experimental a la tradición y de lo clásico a lo contemporáneo.
En 2003, fue elegido como Vicejefe de Gobierno en la fórmula encabezada por el jefe de Gobierno Aníbal Ibarra.
Se hizo cargo de la Secretaría de Desarrollo Social en 2004, y puso en marcha el primer Programa universal de asistencia social, Ciudadanía Porteña, mediante la bancarización de los estratos postergados, que implicó una nueva forma de asistencia -en su modo de asignación- para erradicar la pobreza e indigencia en la Ciudad en un marco de transparencia.
Fue responsable de la puesta en valor y recuperación del Teatro 25 de Mayo en el año 2003 como así también de su inauguración en el año 2007. 
A finales del 2005, retomó sus actividades como Vicejefe y simultáneamente fue presidente de la Legislatura de la Ciudad de Buenos Aires.
Tras el juicio político que destituyó a Aníbal Ibarra, pasó a ocupar desde el 13 de marzo, el cargo de jefe de Gobierno, conforme lo estatuye y prevé la Constitución de la Ciudad Autónoma de Buenos Aires.
En el año 2007 fue denunciado por usurpación de título universitario por firmar varios decretos cómo "licenciado", título universitario que no posee. 

### Jefe de Gobierno (2006-2007)
Durante su gestión se dio un impulso a la renovación de los subterráneos con la extensión del recorrido de las líneas de subte. En 2006, su gestión inició los trabajos de la estación «Corrientes» (Línea H). En mayo de 2007, durante el cierre de la campaña electoral, inauguró los túneles y estaciones del primer tramo de esta línea (Once-Caseros) y luego, en octubre del mismo año, el inicio del servicio.
Creó el Ministerio de Espacio Público (en marzo de 2006 a través de la sanción de la Ley de Ministerios) e inició un proceso de renovación (en parques y plazas) y creación de espacios públicos en la Ciudad. En noviembre de 2006, se llevaron a cabo los Juegos Suramericanos en la Ciudad.
En las elecciones de junio del año 2007 encabezó una alianza pluripartidista para continuar en la Jefatura de Gobierno. Quedó en tercer lugar detrás del candidato kirchnerista, Daniel Filmus. En aquellas elecciones resultó elegido como jefe de Gobierno Mauricio Macri.
Inició un proceso de instalación de contenedores de residuos en las calles porteñas. En julio de 2007, inició los trabajos de construcción y fue el responsable del diseño y la licitación de la Usina de la Música (hoy Usina del Arte), en el predio que había sido la Usina Pedro de Mendoza de la ex Compañía Ítalo Argentina de Electricidad. La piedra fundamental se colocó en noviembre de 2007.
Continuó la remodelación del Teatro San Martín, cuya puesta en valor formó parte de un proyecto de modernización que incluía al Centro Cultural San Martín, donde se construiría todo un nuevo sector subterráneo.
Finalmente el 10 de diciembre de 2007 terminó su mandato haciendo el traspaso de mando al jefe de Gobierno electo en junio de ese año, Mauricio Macri.

#### Gabinete
| Ministerios del Gobierno de Jorge Telerman        | Ministerios del Gobierno de Jorge Telerman    | Ministerios del Gobierno de Jorge Telerman       |
| Cartera                                           | Titular                                       | Período                                          |
| ------------------------------------------------- | --------------------------------------------- | ------------------------------------------------ |
| Ministerio de Gobierno                            | Diego Gorgal                                  | 7 de marzo de 2006 - 10 de diciembre de 2007     |
| Ministerio de Hacienda                            | Guillermo Nielsen                             | 7 de marzo de 2006 - 2 de noviembre de 2006      |
| Ministerio de Hacienda                            | Sergio Beros                                  | 2 de noviembre de 2006 - 10 de diciembre de 2007 |
| Ministerio de Producción                          | Enrique Rodríguez                             | 7 de marzo de 2006 - 10 de diciembre de 2007     |
| Ministerio de Planeamiento y Obras Públicas       | Ernesto Selzer                                | 7 de marzo de 2006 - 15 de agosto de 2006        |
| Ministerio de Planeamiento y Obras Públicas       | Juan Pablo Schiavi                            | 15 de agosto de 2006 - 10 de diciembre de 2007   |
| Ministerio de Derechos Humanos y Sociales         | Gabriela Cerruti                              | 7 de marzo de 2006 - 10 de diciembre de 2007     |
| Ministerio de Medio Ambiente                      | Marcelo Vensentini                            | 7 de marzo de 2006 - 19 de abril de 2007         |
| Ministerio de Medio Ambiente                      | Juan Manuel Velazco                           | 19 de abril de 2007 - 10 de diciembre de 2007    |
| Ministerio de Gestión Pública y Descentralización | Roy Cortina                                   | 7 de marzo de 2006 - 10 de diciembre de 2007     |
| Ministerio de Espacio Público                     | Lía María                                     | 7 de marzo de 2006 - 10 de abril de 2007         |
| Ministerio de Espacio Público                     | Vacante                                       | 10 de abril de 2007 - 10 de diciembre de 2007    |
| Ministerio de Educación                           | Alberto Sileoni                               | 7 de marzo de 2006 - 15 de febrero de 2007       |
| Ministerio de Educación                           | Ana María Clement                             | 15 de febrero de 2007 - 10 de diciembre de 2007  |
| Ministerio de Salud                               | Donato Spaccavento                            | 7 de marzo de 2006 - 8 de agosto de 2006         |
| Alberto De Micheli                                | 8 de agosto de 2006 - 10 de diciembre de 2007 |                                                  |
| Ministerio de Cultura                             | Silvia Fajre                                  | 7 de marzo de 2006 - 10 de diciembre de 2007     |
| Secretarías del Gobierno de Jorge Telerman        |                                               |                                                  |
| Cartera                                           | Titular                                       | Período                                          |
| Secretaría General                                | Raúl Fernández                                | 7 de marzo de 2006 - 10 de diciembre de 2007     |
| Secretaría de Legal y Técnica                     | Sergio Beros                                  | 7 de marzo de 2006 - 2 de noviembre de 2006      |
| Secretaría de Legal y Técnica                     | Rita Haydee Tanuz                             | 2 de noviembre de 2006 - 10 de diciembre de 2007 |
| Secretaría de Prensa y Difusión                   | Oscar Feito                                   | 7 de marzo de 2006 - 10 de diciembre de 2007     |

### Candidato a jefe de Gobierno en 2011
En 2011 fue candidato por la coalición "Frente Progresista por Buenos Aires" junto con Diego Kravetz como compañero de fórmula.
En estas elecciones solo consiguió el 1.76 % de los votos.

### Funcionario de la Provincia de Buenos Aires
El 5 de julio de 2012, fue convocado por el gobernador Daniel Scioli como presidente del Instituto Cultural de la provincia de Buenos Aires. Entre las obras más importantes de su gestión se encuentran la creación e inauguración del Museo de Arte Contemporáneo.
El MAR fue visitado por más de 2.000.000 de personas, con récord de visitantes, y su gestión contó con importantes muestras como: El espíritu pop, El Museo de los Mundos Imaginarios.
Bajo su gestión como director general del Complejo Teatral de Buenos Aires, desde diciembre del año 2015 se destacan las siguientes acciones:
- Reapertura y restauración integral del Teatro San Martín. 
- Puesta en valor del Teatro de la Ribera.
-Trabajos de renovación y puesta en valor del Teatro Alvear. 
-Teatro itinerante con dos Intervenciones en espacios públicos de la Ciudad. El San Martín en los barrios, que tuvo lugar en Parque Patricios, en julio de 2016. El teatro, el cine, la danza, música y los títeres integraron la programación. El ciclo contó con gran afluencia de público. 
La Kermesse Shakespeare tuvo lugar en noviembre de 2016 en ocasión de conmemorarse el 400° aniversario de la muerte de William Shakespeare. A modo de homenaje se realizó un despliegue inédito, durante cuatro días, en Palermo (Figueroa Alcorta y Dorrego). Ambos programas fueron de acceso libre y gratuito y pensados para acercar la excelencia artística del Teatro San Martín al público en general .
Desde el inicio de su gestión fue notable la gran convocatoria y el crecimiento sostenido del público lográndose en el año 2019 el récord de espectadores; desde las últimas tres décadas. Su labor al frente del CTBA fue acompañada por la crítica especializada destacando los logros de su gestión.
La Renovación y ampliación de la programación del CTBA estuvieron presente desde el inicio de su gestión. El CTBA y sus salas fueron anfitriones de prestigiosos artistas tanto nacionales como internacionales. Francia, España, Uruguay, El Reino Unido e Italia estuvieron presentes con obras teatrales de excelencia.
Se han recuperado, durante los últimos cuatro años, en el Teatro San Martín la fotogalería, el Centro histórico de Documentación, la sala "Leopoldo Lugones", la escuela de oficios teatrales, las visitas guiadas, las intervenciones artísticas en el Hall Central "Alfredo Alcón", el taller de titiriteros y el Ballet contemporáneo se encuentran en pleno funcionamiento.

### Juntos por el Cambio
En 2021, Miguel Ángel Pichetto anunció vía Twitter la incorporación de Telerman al Peronismo Republicano, perteneciente a la coalición Juntos por el Cambio, liderada por el expresidente Mauricio Macri.